# Купер-Крик
Купер-Крик (англ. Cooper Creek) — пересихаюча річка (крик), що протікає територією австралійських штатів Квінсленд і Південна Австралія.

## Географія

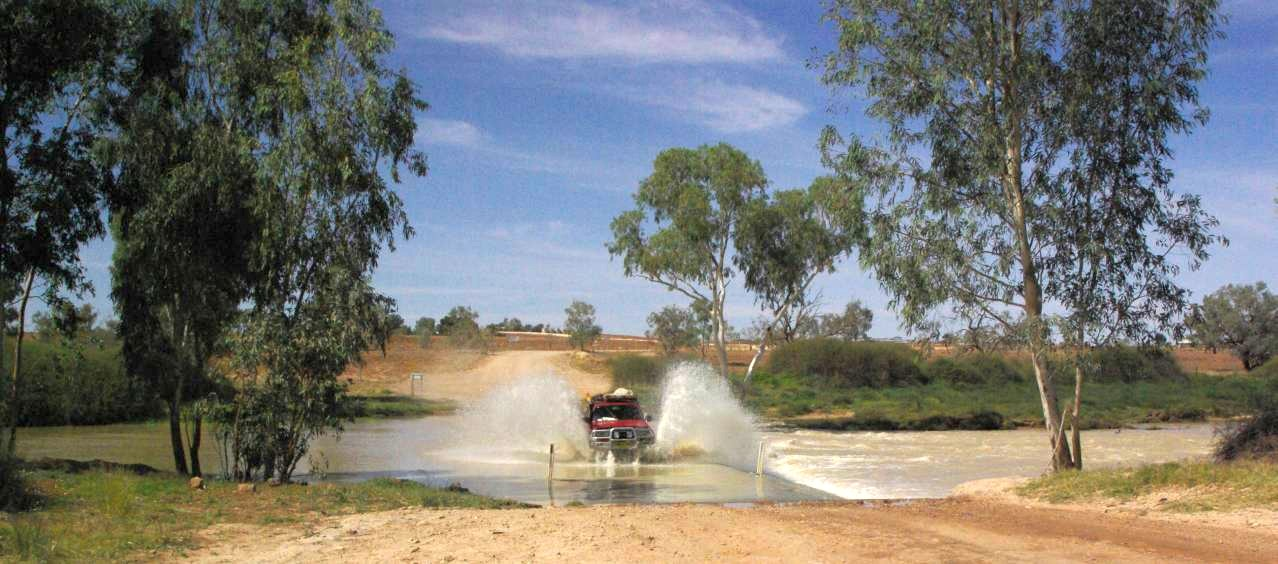
Купер-Крик

Джерело Купер-Крику (у цьому місці він зветься річка Барку) перебуває на східному схилі хребта Уоррего у штаті Квінсленд, в Великому Вододільному хребті. Потім річка тече в північно-західному напрямку, протікаючи через місто Блеколл. Досягши місця злиття з річкою Аліс, Купер-Крик (за назвою Барку) бере курс на південний захід, протікаючи через населений пункт Айсісфорд. Об'єднавшись зі своєю головною притокою, річкою Томсон, річка продовжує свій плин у південно-західному напрямку за назвою Купер-Крик. Після перетину кордону Квінсленда річка протікає територією штату Південна Австралія, де впадає в озеро Ейр (тільки в сезони дощів). Довжина річки становить близько 1420 км, а площа річкового басейну — близько 297 547,29 км.
Клімат місцевості, по якій протікає річка, спекотний і посушливий. Режим опадів нестабільний. Місцеві ґрунти, вертисолі, досить родючі.